# Ruch dla Autonomii
Ruch dla Autonomii (Movimento per le Autonomie, MpA) – włoska centroprawicowa partia polityczna, działająca głównie na obszarze południa kraju.
Partię powołała w kwietniu 2005 grupa polityków wywodzących się głównie z Unii Chrześcijańskich Demokratów i Demokratów Centrum. Na czele stanął sycylijski polityk i ówczesny prezydent prowincji Katania, Raffaele Lombardo (również poseł do PE). Partia przystąpiła do Domu Wolności, podejmując bliską współpracę z Ligą Północną. W wyborach parlamentarnych w 2006 uzyskała 5 mandatów w Izbie Deputowanych i 2 w Senacie. Najsilniejsze wpływy MpA posiada na Sycylii. Mimo nazwy z terminem „autonomia” partia nie głosi poglądów separatystycznych, opowiadając się jednocześnie za decentralizacją.
W lutym 2008 ugrupowanie podpisało porozumienie o blokowaniu list wyborczych z nową inicjatywą Silvio Berlusconiego – Ludem Wolności. W przedterminowych wyborach w tym samym roku MpA uzyskał 8 miejsc w Izbie Deputowanych i 2 w Senacie, a jego lider już w pierwszej turze został prezydentem regionu Sycylia. Jego przedstawiciele obsadzili m.in. stanowisko podsekretarza stanu w Ministerstwie Spraw Zagranicznych, którym został Vincenzo Scotti, wkrótce powołany na prezydenta partii. W 2009 grupa działaczy została wykluczona z partii, powołując ugrupowanie pod nazwą „My Południe”.
W 2012 Raffaele Lombardo, oskarżany o współpracę z mafią, zrezygnował z kierowania ugrupowaniem, pozostając jego faktycznym liderem. W 2013 z ramienia Ludu Wolności partia uzyskała 1 mandat poselski i 2 mandaty senatorskie.